# Diecezja Dżammu-Śrinagar
Diecezja Dżammu-Śrinagar (łac. Dioecesis Iammuensis-Srinagarensis, ang. Roman Catholic Diocese of Jammu–Srinagar) – rzymskokatolicka diecezja ze stolicą w Dżammu w stanie Dżammu i Kaszmir, w Indiach. Biskupstwo jest sufraganią archidiecezji Delhi.
Diecezja obejmuje cały obszar stanu Dżammu i Kaszmir oraz po części również terytorium Pakistanu.
W 2013 w diecezji służyło 19 braci i 195 sióstr zakonnych.

## Historia
17 stycznia 1952 papież Pius XII bullą Aptiori christifidelium erygował prefekturę apostolską Kaszmiru i Dżammu. Dotychczas wierni z tych terenów należeli do diecezji Lahaur (obecnie archidiecezja Lahaur) i Rawalpindi (obecnie diecezja Islamabad-Rawalpindi). Obie te diecezje leżą dziś w Pakistanie. Misje w nowej prefekturze powierzono Stowarzyszeniu Misjonarzy św. Józefa z Mill Hill. W późniejszych latach zadanie to przejęli kapucyni.
4 maja 1968 zmieniono nazwę na prefektura apostolska Dżammu i Kaszmiru.
10 marca 1986 papież Jan Paweł II podniósł prefekturę apostolską Dżammu i Kaszmiru do rangi diecezji.

## Ordynariusze

### Prefekci apostolscy
- George Shanks MHM (1952 - 1963)
- John Boerkamp MHM (1963 - 1978)
- Hippolytus Anthony Kunnunkal OFMCap (1978 - 1986)

### Biskupi
- Hippolytus Anthony Kunnunkal OFMCap (1986 - 1998)
- Peter Celestine Elampassery OFMCap (1998 - 2014)
- Ivan Pereira OFMCap (od 2014)